# Parc Sir-Wilfrid-Laurier
Parc Sir-Wilfrid-Laurier är en park i Kanada.   Den ligger i provinsen Québec, i den sydöstra delen av landet, 160 km öster om huvudstaden Ottawa. Parc Sir-Wilfrid-Laurier ligger 57 meter över havet.
Terrängen runt Parc Sir-Wilfrid-Laurier är platt.Runt Parc Sir-Wilfrid-Laurier är det mycket tätbefolkat, med 6 241 invånare per kvadratkilometer.. Närmaste större samhälle är Montréal, 2,6 km söder om Parc Sir-Wilfrid-Laurier. 
Runt Parc Sir-Wilfrid-Laurier är det i huvudsak tätbebyggt.